# Dolichoderus quadripunctatus
Dolichoderus quadripunctatus é uma espécie de formiga do gênero Dolichoderus.